# Montaulin
Montaulin är en kommun i departementet Aube i regionen Grand Est (tidigare regionen Champagne-Ardenne) i nordöstra Frankrike. Kommunen ligger  i kantonen Lusigny-sur-Barse som ligger i arrondissementet Troyes. År 2022 hade Montaulin 818 invånare.

## Befolkningsutveckling
Antalet invånare i kommunen Montaulin
Referens: INSEE

## Galleri

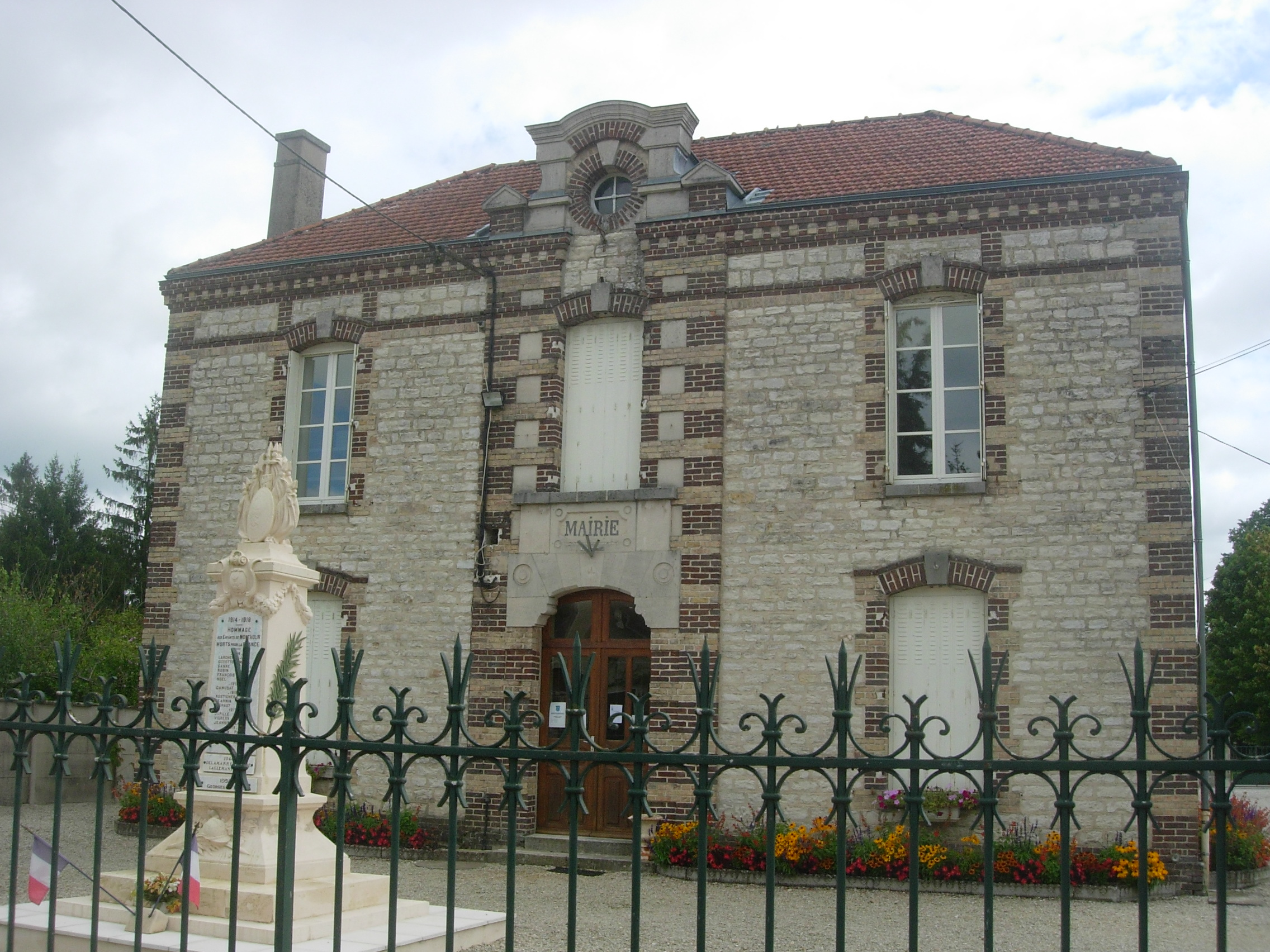
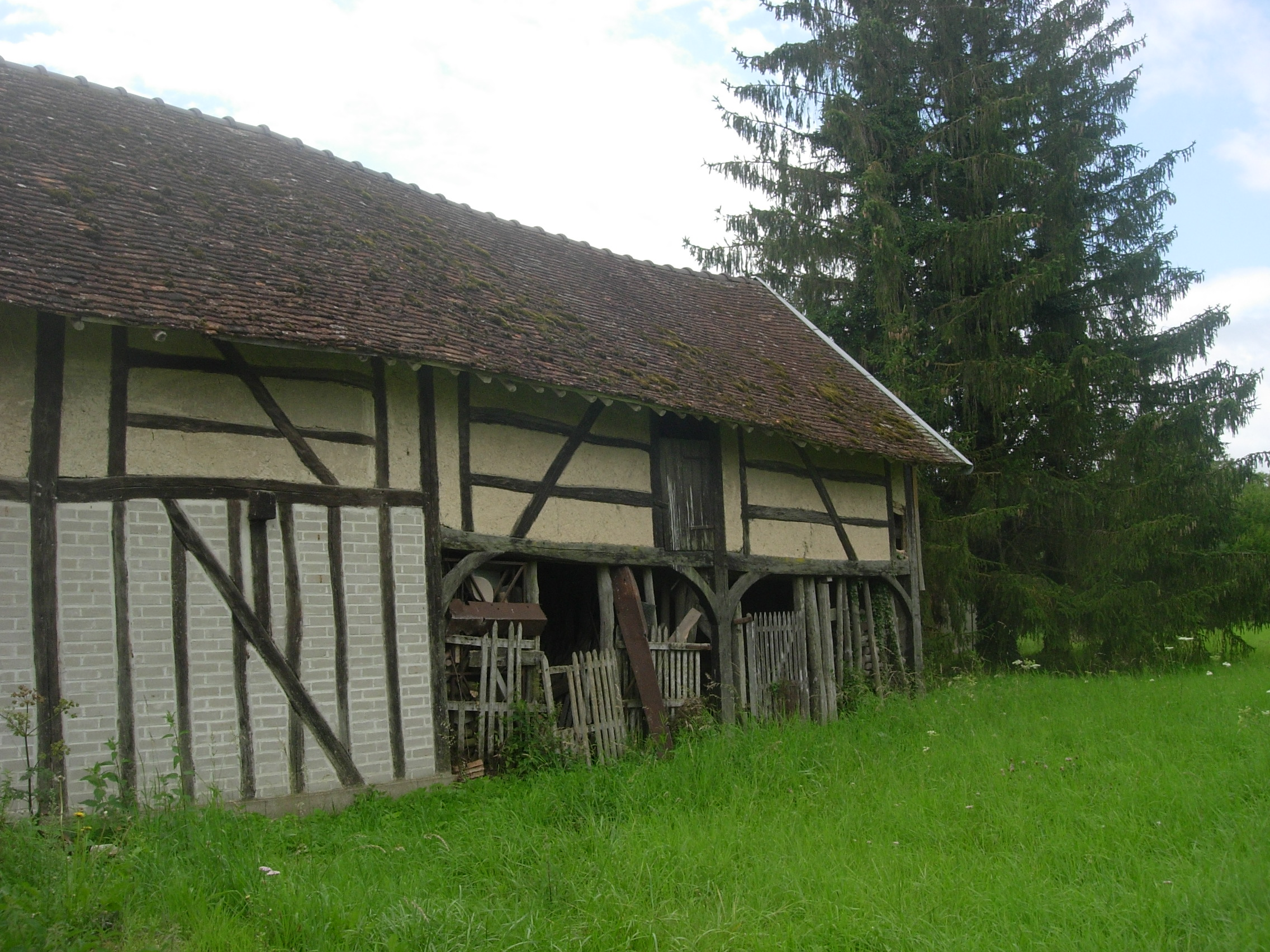
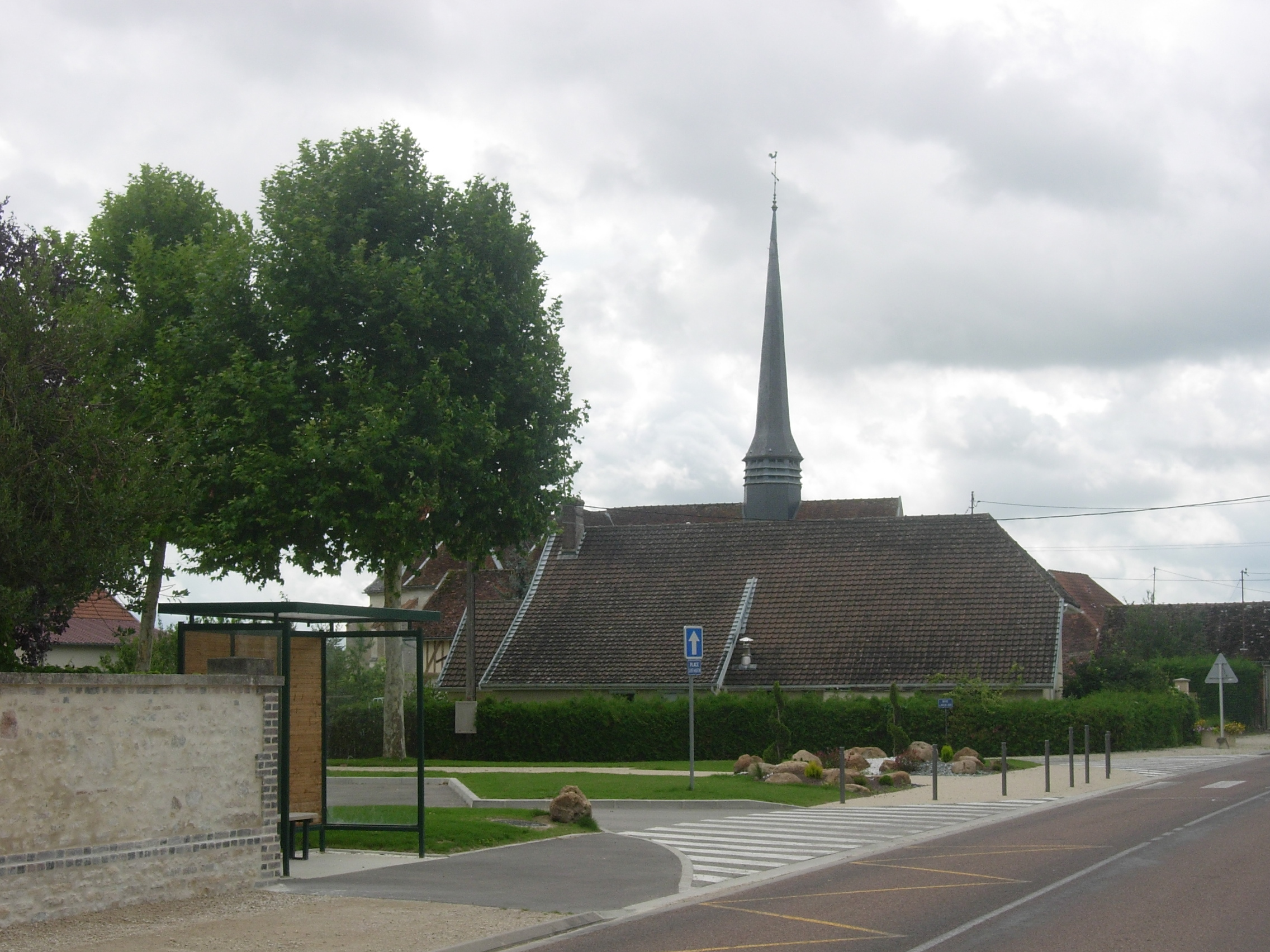
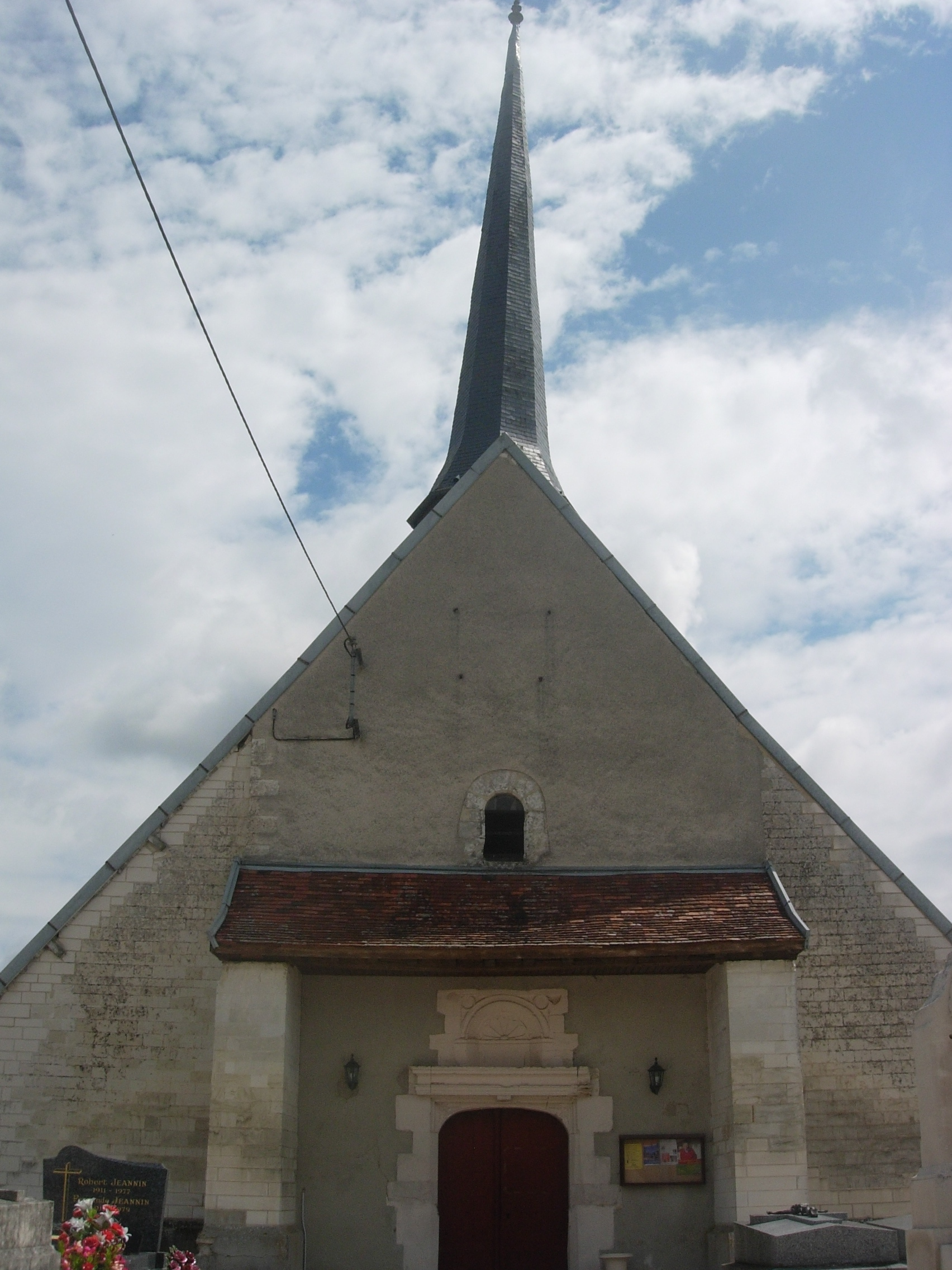
L'église de Montaulin
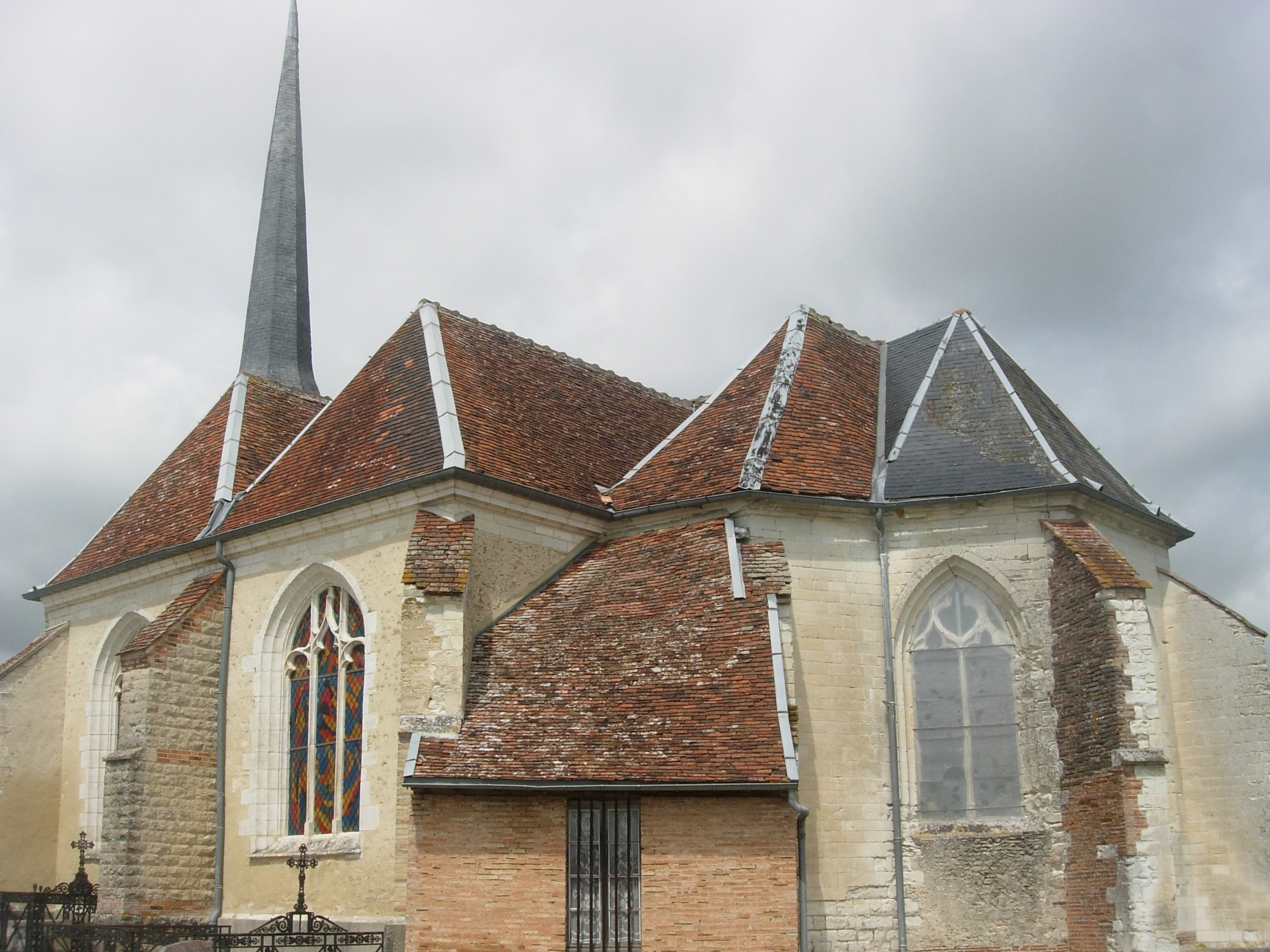
L'église de Montaulin
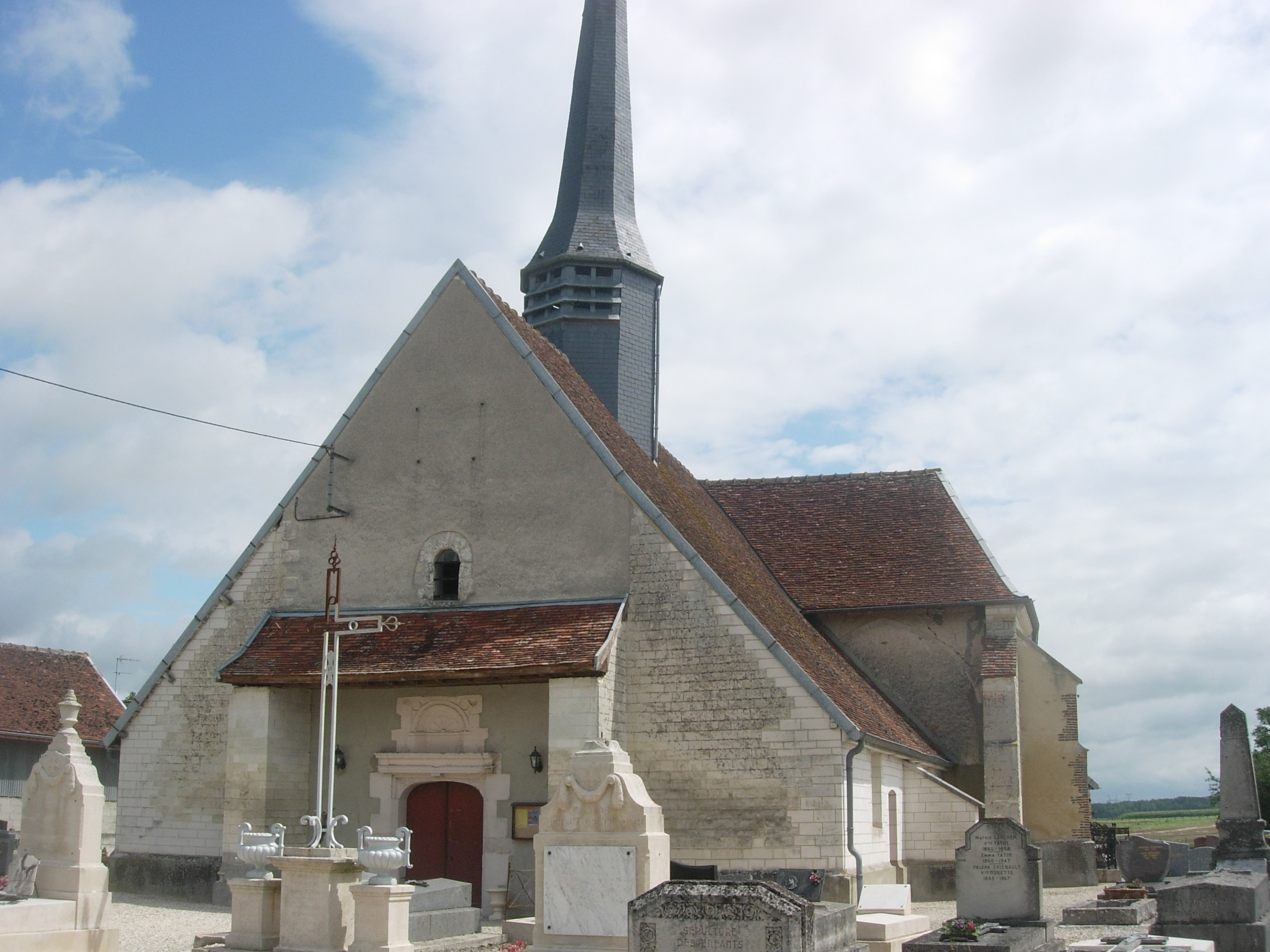
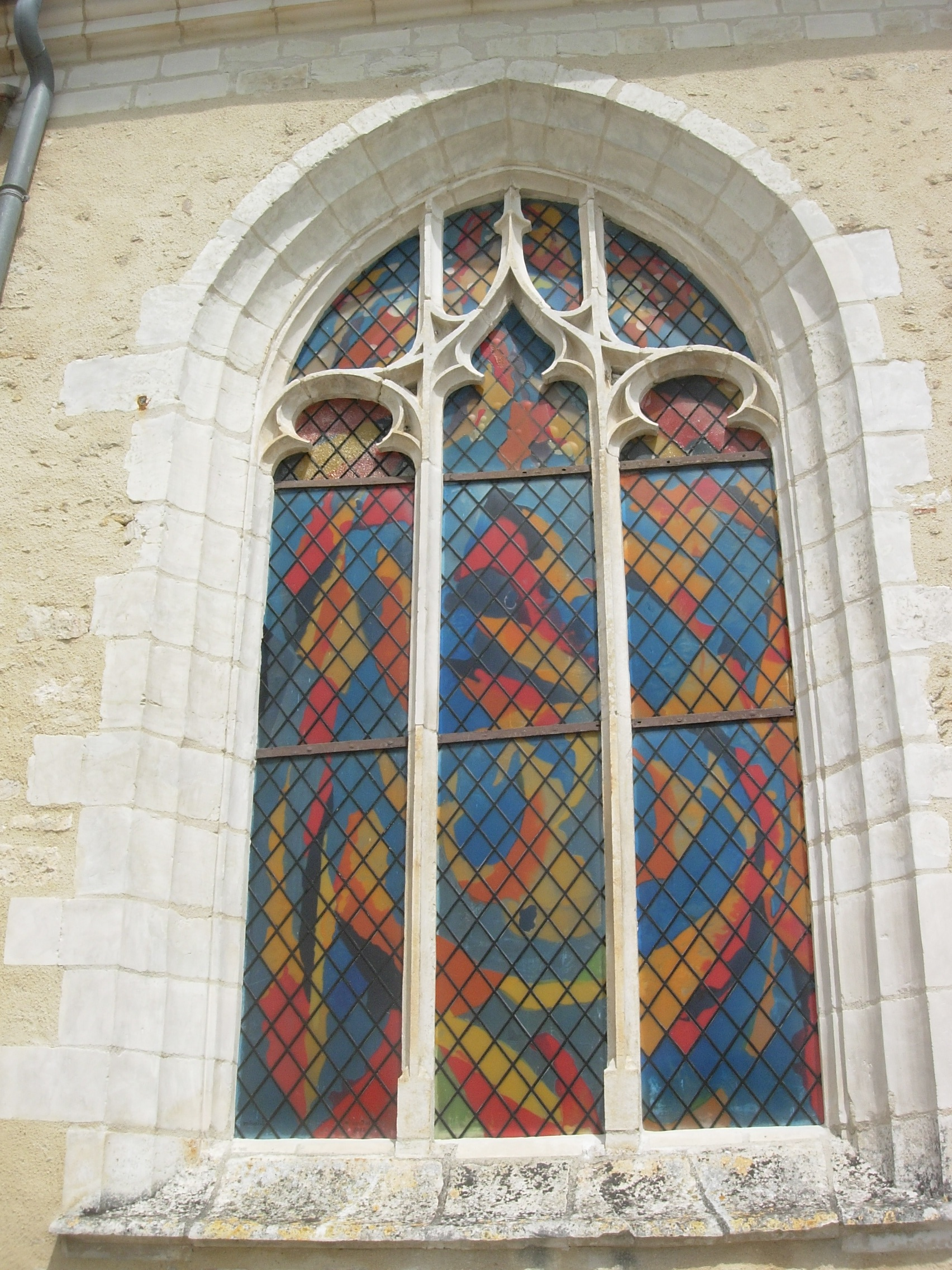